# Artix, Pyrénées-Atlantiques
Artix là một xã thuộc tỉnh Pyrénées-Atlantiques trong vùng Nouvelle-Aquitaine ở tây nam nước Pháp. Xã này nằm ở khu vực có độ cao trung bình 143 mét trên mực nước biển.
Artix nằm giữa tuyến Pau-Orthez bên RN117.